# Виллер-Элон
Вилле́р-Эло́н (фр. Villers-Hélon) — коммуна во Франции, находится в регионе Пикардия. Департамент коммуны — Эна. Входит в состав кантона Виллер-Котре. Округ коммуны — Суассон.
Код INSEE коммуны — 02812.

## Население
Население коммуны на 2010 год составляло 222 человека.
| 1962 | 1968 | 1975 | 1982 | 1990 | 1999 | 2010 |
| ---- | ---- | ---- | ---- | ---- | ---- | ---- |
| 229  | 175  | 146  | 148  | 173  | 188  | 222  |

## Экономика
В 2010 году среди 147 человек трудоспособного возраста (15—64 лет) 96 были экономически активными, 51 — неактивной (показатель активности — 65,3 %, в 1999 году было 72,7 %). Из 96 активных жителей работали 90 человек (55 мужчин и 35 женщин), безработных было 6 (1 мужчина и 5 женщин). Среди 51 неактивных 16 человек были учениками или студентами, 13 — пенсионерами, 22 были неактивными по другим причинам.